# Daniel Yule
Daniel Yule (Martigny, 18 febbraio 1993) è uno sciatore alpino svizzero.

## Biografia
Daniel Yule, nato a Martigny e residente a Branche-d'en Haut di Orsières, ha fatto il suo esordio nel Circo bianco il 18 dicembre 2008 partecipando a un supergigante valido come gara FIS a Davos e giungendo 122º. Specializzatosi nello slalom speciale, ha debuttato in Coppa Europa il 19 gennaio 2011 a Zuoz e ha disputato la sua prima gara di Coppa del Mondo il 22 gennaio 2012 sulla Ganslern di Kitzbühel, in entrambi i casi senza riuscire a concludere la prima manche.
Il 4 dicembre 2013 ha conquistato il primo podio in Coppa Europa vincendo a Klövsjö/Vemdalen; nella stessa stagione ha esordito ai Giochi olimpici invernali a Soči 2014, senza tuttavia terminare la prova, ha conquistato la medaglia di bronzo ai Mondiali juniores di Jasná e ha vinto la classifica di specialità di Coppa Europa. Ai Mondiali di Vail/Beaver Creek 2015, sua prima presenza iridata, non ha completato la gara, così come due anni dopo ai Mondiali di Sankt Moritz 2017.
Il 21 gennaio 2018 ha colto a Kitzbühel, nello slalom speciale della Ganslern, il suo primo podio in Coppa del Mondo (3º), bissato due giorni dopo nello slalom speciale in notturna di Schladming. Ai successivi XXIII Giochi olimpici invernali di Pyeongchang 2018 ha vinto la medaglia d'oro nella gara a squadre e si è classificato 8º nello slalom speciale; il 22 dicembre dello stesso anno ha ottenuto la sua prima vittoria in Coppa del Mondo, nello slalom speciale disputato sulla 3-Tre di Madonna di Campiglio. Ai Mondiali di Åre 2019 ha vinto la medaglia d'oro nella gara a squadre e non ha completato lo slalom speciale; quell'anno in Coppa del Mondo si è classificato al 2º posto nella classifica della Coppa del Mondo di slalom speciale, superato di 235 punti dal vincitore Marcel Hirscher. Ai Mondiali di Cortina d'Ampezzo 2021 si è classificato 5º nello slalom speciale e ai XXIV Giochi olimpici invernali di Pechino 2022 si è piazzato 6º nello slalom speciale; ai successivi Mondiali di Courchevel/Méribel 2023 si è classificato al 24º posto nello slalom speciale, mentre ai Mondiali di Saalbach-Hinterglemm 2025 non ha portato a termine lo slalom speciale.

## Palmarès

### Olimpiadi
- 1 medaglia:
  - 1 oro (gara a squadre a Pyeongchang 2018)

### Mondiali
- 1 medaglia:
  - 1 oro (gara a squadre a Åre 2019)

### Mondiali juniores
- 1 medaglia:
  - 1 bronzo (slalom speciale a Jasná 2014)

### Coppa del Mondo
- Miglior piazzamento in classifica generale: 11º nel 2019
- 17 podi (tutti in slalom speciale):
  - 7 vittorie
  - 1 secondo posto
  - 9 terzi posti

#### Coppa del Mondo - vittorie
| Data             | Località             | Paese    | Specialità |
| ---------------- | -------------------- | -------- | ---------- |
| 22 dicembre 2018 | Madonna di Campiglio | Italia   | SL         |
| 8 gennaio 2020   | Madonna di Campiglio | Italia   | SL         |
| 12 gennaio 2020  | Adelboden            | Svizzera | SL         |
| 26 gennaio 2020  | Kitzbühel            | Austria  | SL         |
| 22 dicembre 2022 | Madonna di Campiglio | Italia   | SL         |
| 22 gennaio 2023  | Kitzbühel            | Austria  | SL         |
| 4 febbraio 2024  | Chamonix             | Francia  | SL         |

Legenda:

SL = slalom speciale

#### Coppa del Mondo - gare a squadre
- 2 podi:
  - 2 vittorie

### Coppa Europa
- Miglior piazzamento in classifica generale: 10º nel 2014
- Vincitore della classifica di slalom speciale nel 2014
- 8 podi:
  - 4 vittorie
  - 2 secondi posti
  - 2 terzi posti

#### Coppa Europa - vittorie
| Data             | Località         | Paese   | Specialità |
| ---------------- | ---------------- | ------- | ---------- |
| 4 dicembre 2013  | Klövsjö/Vemdalen | Svezia  | SL         |
| 2 gennaio 2015   | Chamonix         | Francia | SL         |
| 3 gennaio 2015   | Chamonix         | Francia | SL         |
| 15 dicembre 2016 | Val di Fassa     | Italia  | SL         |

Legenda:

SL = slalom speciale

### Campionati svizzeri
- 1 medaglia
  - 1 oro (slalom speciale nel 2016)